# Institut Aragonès del Català
L'Institut Aragonès del Català és l'òrgan del Govern d'Aragó en l'àmbit de la llengua catalana a l'Aragó, creat l'any 2018.

## Antecedents
La Llei de llengües d'Aragó 3/2013 evitava anomenar "aragonès" i "català" a les llengües avui minoritàries d'Aragó utilitzant els circumloquis "llengua aragonesa pròpia de les àrees pirenaica i prepirenaica" i "llengua aragonesa pròpia de l'àrea oriental", denominacions que posteriorment van ser ridiculitzades en els acrònims LAPAPYP i LAPAO.
Aquesta situació va quedar esmenada amb la Llei 2/2016 d'Aragó, que en l'article 35 modifica la legislació prèvia per indicar que "L'aragonès i el català d'Aragó, en què estan incloses les seves varietats dialectals, són les llengües i modalitats lingüístiques pròpies a què es refereix l'article 7 de l'Estatut d'Autonomia d'Aragó"

## Creació i constitució
Per Decret 56/2018 es creen l'Institut de l'Aragonès i l'Institut Aragonès del Català com a òrgans de l'Acadèmia Aragonesa de la Llengua.
Les competències de l'Institut Aragonès del Català es poden resumir en les següents
- Estudiar el català de l'Aragó
- Proposar adaptacions de les normes del català a la diversitat dialectal del català a l'Aragó
- Determinar la forma oficial de topònims i antropònims del català a l'Aragó
- Promoure l'ús i ensenyament del català d'Aragó

Per a l'exercici de les seves funcions, es preveu la col·laboració de l'Institut Aragonès del Català amb les altres institucions acadèmiques de la llengua catalana.
El juliol de 2021 han estat nomenats els 15 membres de l'Acadèmia Aragonesa de la Llengua, que inclouen els de l'Institut Aragonès del Català.
El 10 de setembre de 2021, les Corts aragoneses aproven una proposta de VOX amb el suport de PP, Ciudadanos i PAR, per a la supressió de l'Institut Aragonès del Català. De totes maneres, es tracta d'una proposició no de llei que no és vinculant per al Govern d'Aragó.
Finalment, el 21 de març de 2022 es constitueixen a Saragossa l'Institut de l'Aragonès i l'Institut Aragonès del Català, integrats en l'Acadèmia Aragonesa de la Llengua.